# Šeovci
Šeovci is een plaats in de gemeente Požega in de Kroatische provincie Požega-Slavonië. De plaats telt 164 inwoners (2001).